# Droga krajowa nr 72 (Węgry)
Droga krajowa nr 72 (węg. 72-es főút) – droga krajowa w komitacie Veszprém w zachodnich Węgrzech. Długość - 7 km. Przebieg: 
- Balatonfűzfő – skrzyżowanie z 71
- Veszprém – skrzyżowanie z 8